# Camilla Andersson
För andra betydelser, se Camilla Andersson (olika betydelser).
Ingrid Camilla Marie "Milla" Andersson, född 16 mars 1968 i Skara församling i dåvarande Skaraborgs län, är en svensk sångerska som sjöng i Halmstadsgruppen Milla's Mirakel!. Camilla Anderssons smeknamn gav gruppen dess namn. Gruppen bildades när hon fortfarande gick på vårdlinjen på en gymnasieskola i Halmstad och hade sin första hit 1987 med Rytmen av ett regn. Efter karriären med Milla's Mirakel! har Andersson arbetat som produktspecialist på ett läkemedelsföretag och ägnat sig åt musik på deltid, bland annat med studioarbete åt Per Gessle. Andersson är skild och har två barn.